# William Strunk Jr.
William Strunk Jr. (1 de julho de 1869 - 26 de setembro de 1946) foi um professor americano de inglês na Cornell University e autor de The Elements of Style (1918). Após revisão e ampliação por seu ex-aluno E.B. White, o livro tornou-se um guia altamente influente para o uso do inglês durante o final do século 20, comumente chamado de Strunk & White.

## Vida e carreira
Strunk nasceu e foi criado em Cincinnati, Ohio, o mais velho dos quatro filhos sobreviventes de William e Ella Garretson Strunk. Ele obteve o diploma de bacharel na Universidade de Cincinnati em 1890 e o doutorado na Cornell University em 1896. Ele passou o ano acadêmico de 1898-99 na Sorbonne e no Collège de France, onde estudou morfologia e filologia.
Em 1935-36, Strunk serviu como consultor literário para o filme Romeu e Julieta (1936), da Metro-Goldwyn-Mayer. No estúdio, ele era conhecido como "o professor", em parte porque, com seu terno de três peças e óculos de aro metálico, ele "parecia ter sido entregue ao set pelo departamento de elenco da MGM". 
Em 1918, Strunk publicou privadamente The Elements of Style para uso de seus alunos de Cornell, que lhe deram o apelido de "o livrinho". Strunk pretendia que o guia "tornasse a tarefa do instrutor e do aluno mais leve, concentrando a atenção... em alguns aspectos essenciais, as regras de uso e os princípios de composição mais comumente violados." Em 1935, Strunk e Edward A. Tenney revisaram e publicaram o guia como The Elements and Practice of Composition (1935).
Em sua coluna na New Yorker de 27 de julho de 1957, EB White elogiou o "livrinho" como um "resumo de quarenta e três páginas em defesa da limpeza, precisão e brevidade no uso do inglês".  Macmillan and Company então contratou White para revisar a edição de 1935 para republicação sob o título original de Strunk. Sua expansão e modernização venderam mais de dois milhões de cópias. Desde 1959, as vendas totais de três edições em quatro décadas ultrapassaram dez milhões de cópias. 
Em 1900, Strunk casou-se com Olivia Emilie Locke, com quem teve três filhos, incluindo o famoso musicólogo Oliver Strunk. Strunk aposentou-se de Cornell em 1937. Em 1945, ele sofreu um colapso mental, diagnosticado como "psicose senil", e morreu menos de um ano depois no Hudson River Psychiatric Institute em Poughkeepsie, Nova York.